# Gonodonta maria
Gonodonta maria är en fjärilsart som beskrevs av Achille Guenée 1852. Gonodonta maria ingår i släktet Gonodonta och familjen nattflyn. Inga underarter finns listade i Catalogue of Life.